# Gas Company Tower
Gas Company Tower это офисное здание класса А, расположенное в центре Лос-Анджелеса, Калифорния. Здание является главным офисом для Южно-Калифорнийской Газовой Компании, а также Arent Fox, Morrison & Foerster и Sidley Austin.
Является 4-м по высоте зданием Лос-Анджелеса, 6-м по высоте зданием Калифорнии и 80-м по высоте в США.